# Луганський будинок техніки
Луганський будинок техніки — за радянські часи центр пропаганди наукових досягнень у вугільній промисловості. Зведений за проектом київських архітекторів В. Фадеїчева, Б. Дзбановського та М. Сиркіна. Куратор будівництва — Олександр Шеремет. Розташований на Красній (колишній Соборній) площі міста Луганська.

## Історичний огляд

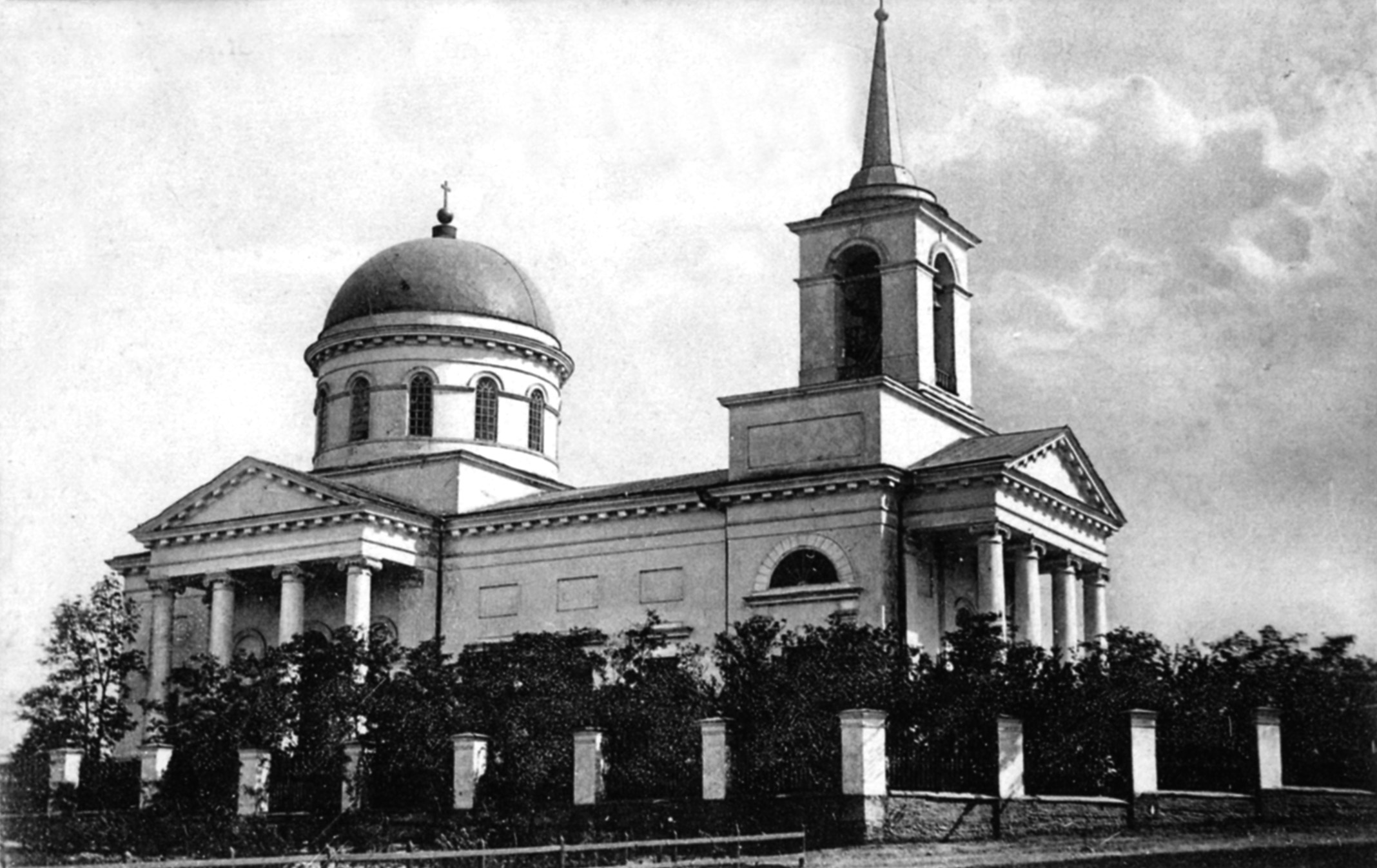
Свято-Микільський собор, на місці якого звели Будинок техніки

Будинок техніки, 1957

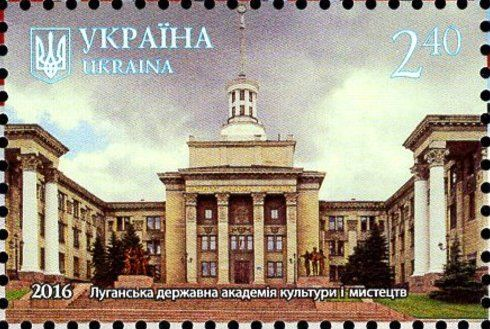
«Марка Луганська державна академія культури і мистецтв» із блоку «Краса і велич України. Луганська область» (2016)

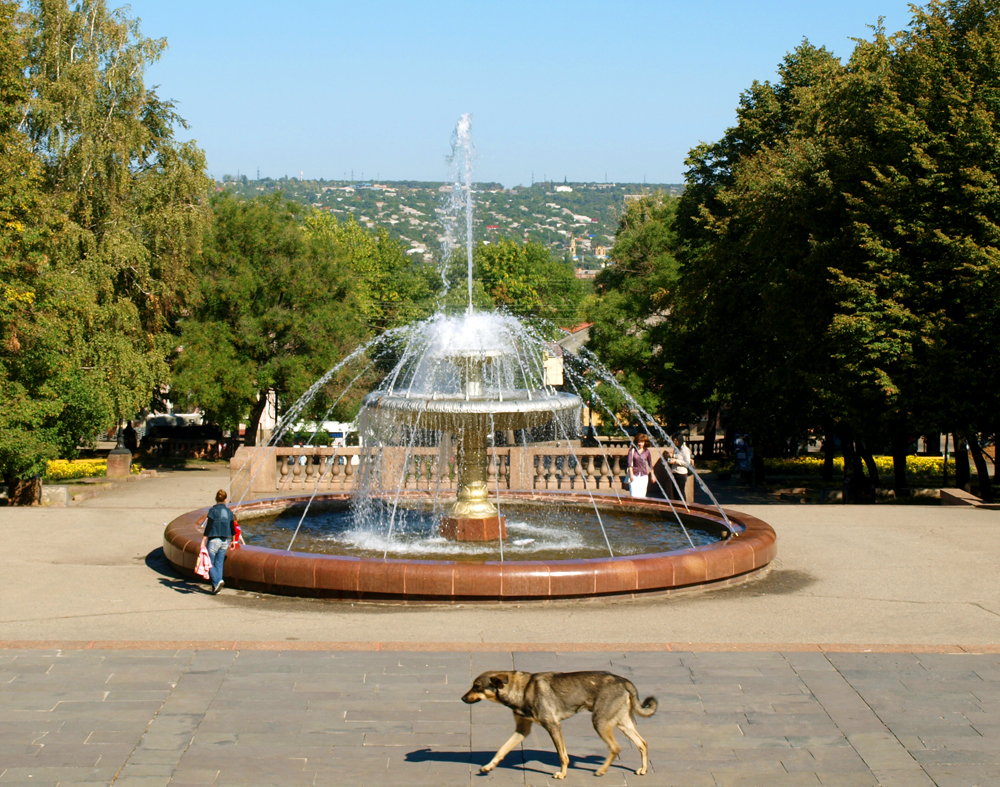
Фонтан перед Будинком техніки

Для будівництва було обране місце, на якому знаходився Свято-Микільський собор, зруйнований близько 1935 року.
У 1950 році головний архітектор міста Олександр Шеремет розробив проект реконструкції Красної площі. Передбачалось будівництво оперного театру і розпланування скверу з пам'ятником оборонцям Луганська у 1919 році. Натомість через брак коштів було ухвалене рішення зобов'язати Міністерство вугільної промисловості збудувати виставковий центр наукових досягнень.
Будинок був зведений у 1953 році і відкритий у січні 1954 року. Управління у справах архітектури при Раді Міністрів УРСР нагородила Будинок техніки першою премією на конкурсі найкращих житлових та громадських споруд. У приміщені знаходились промислові виставки, науково-технічна бібліотека і сектор стандартів і патентів.
Однак у 1960 році через осідання Будинку техніки був проведений капітальний ремонт.
Очевидно, що громадськість міста не влаштовувало вузьковідомче використання споруди. 1963 року газета «Радянська Україна» виступила за передачу споруди під молодіжний клуб. Проте серйозних зрушень не відбулось.
Будинок належав Міністерству вугільної промисловості УРСР і знаходився на балансі комбінату Луганськвугілля. У 1960–1962 роках Будинок техніки був підпорядкований Луганському, а в 1963–1965 роках — Донецькому раднаргоспу. У грудні 1967 року був переданий міжгалузевому територіальному центру науково-технічної інформації і пропаганди.
У липні 1993 року наказом Державного комітету в справах науки і технології на базі Будинку техніки був заснований Луганський державний центр науково-технічної та економічної інформації.
У березні 2000 року приміщення Будинку техніки передані Інституту культури та мистецтва Луганського національного університету імені Тараса Шевченка. У 2004 році замість скульптур соц-арту була установлена скульптурна композиція «Свято муз» (автор Андрій Боровой).

## Розпис плафона
Плафон у Будинку техніки був розписаний художниками П. Бондаренком, І. Паничем та Є. Полонським у стилі радянського монументального мистецтва.

## Галерея

Новорічна ялинка перед Будинком техніки. 1950-ті
Меморіальна дошка
Плафон
Символіка Міністерства вугільної промисловості
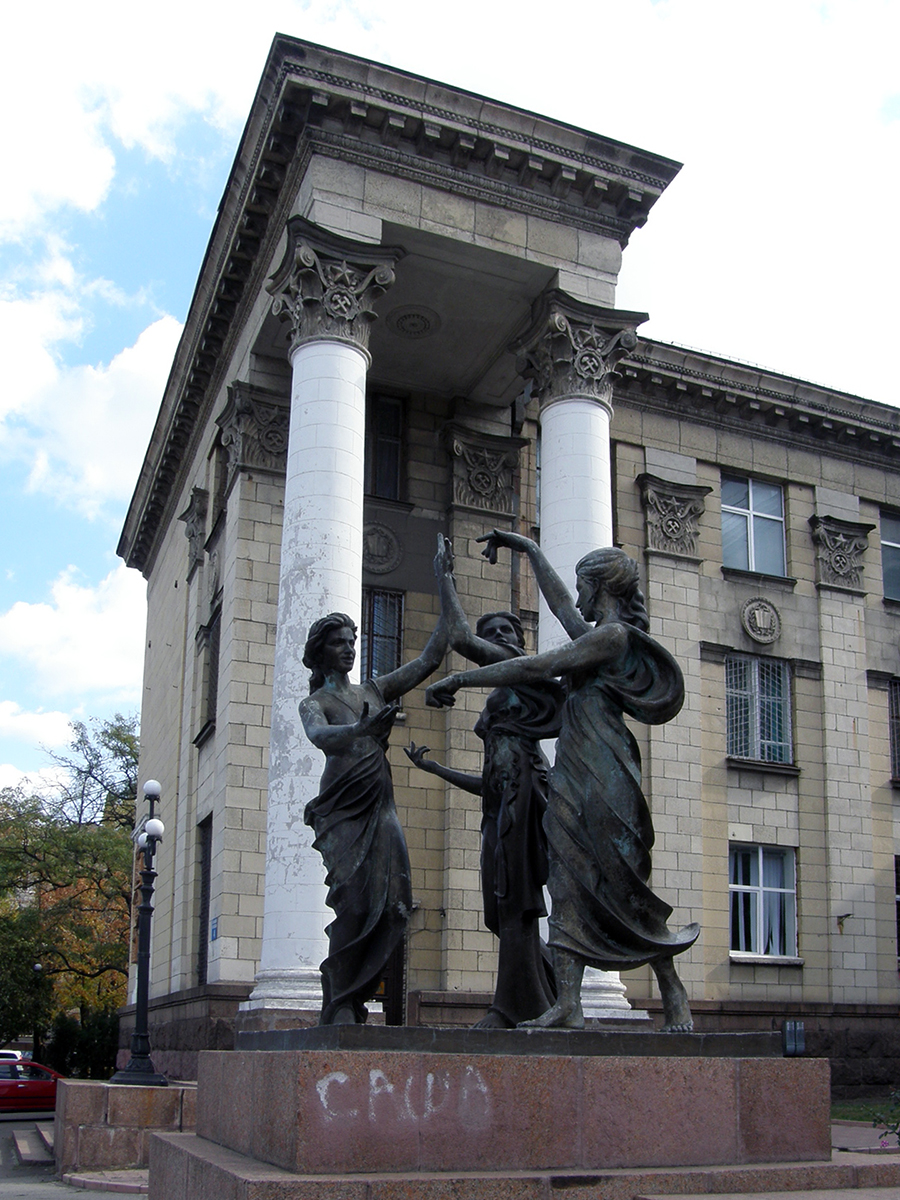
скульптури муз
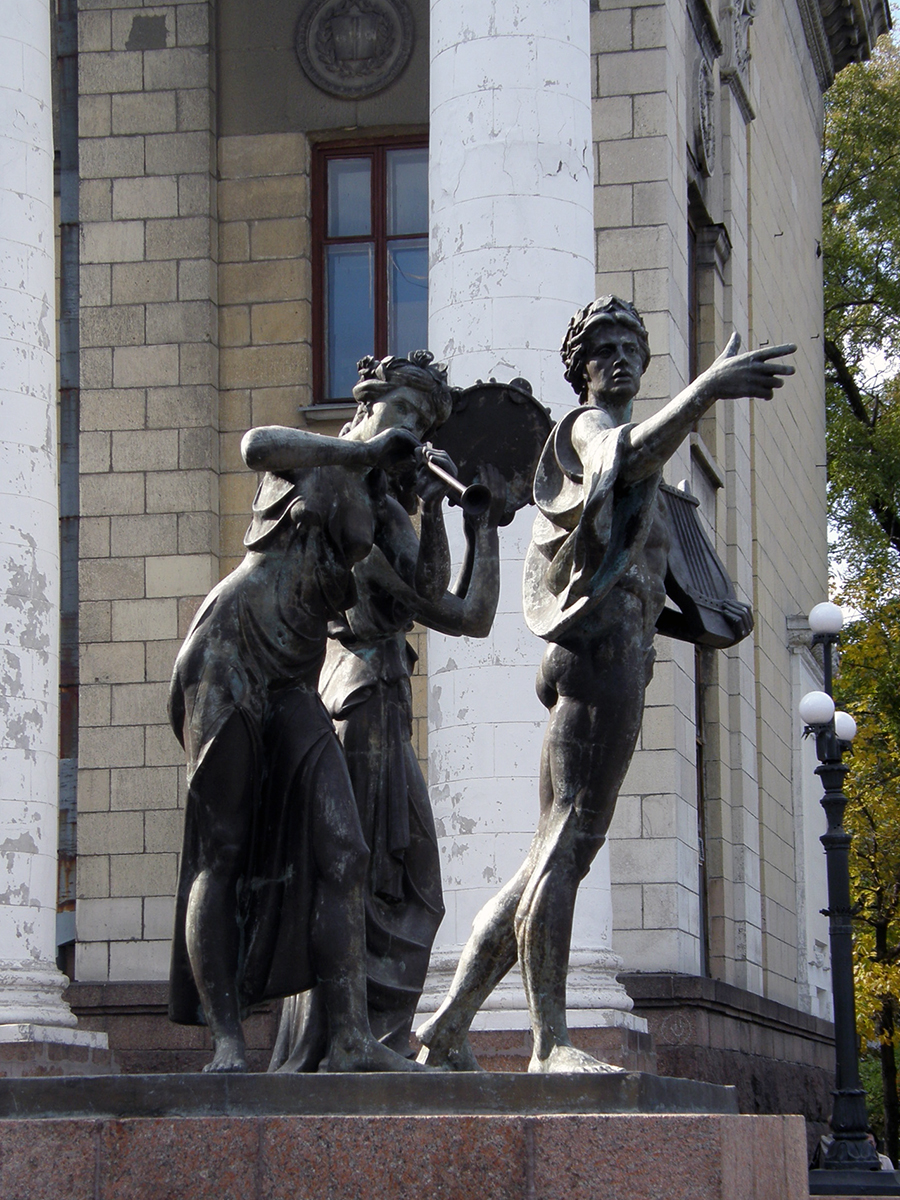
скульптури муз